# 정념론
《정념론》(情念論, 프랑스어: Les passions de l'âme)은 1649년 출간된 데카르트의 마지막 작품이다. 정신과 육체를 엄격히 분리하는 2원론(二元論)의 입장에 철저했던 데카르트도 생애의 막바지에 가까워지자, 정신이면서 동시에 신체이기도 한 불가사의(不可思議)한 존재, 즉 인간을 논하기에 이르렀다. 즉 심신관계의 문제를 상세하게 논한 《정념론》을 집필한 것이다. 그 계기를 만든 것이 다름 아닌 엘리자베스 공주였다. "사유(思惟)하는 실체(實體)에 불과해야 할 인간의 정신이 의지(意志)에 따른 행위를 하기 위해서, 어떻게 해서 신체의 정기(精氣)를 움직일 수가 있는 것입니까? 가르쳐 주시기 바랍니다." 이 날카로운 질문은 데카르트를 심히 낭패하게 만들어 그로 하여금 '정념', 즉 신체를 원인으로 하여 정신 속에 야기되는 수동(passion, 情念)의 고찰로 향하게 했다. 그는 인간의 기본적 정념으로서 경이(驚異)·애정·증오·욕망·비애(悲哀)의 다섯 가지를 들고 있는데, 이러한 정념은 모두 남에 의해 움직여지면서 그것을 모르고 스스로 움직인다고 믿고 내부에서 격발(激發)한다. 따라서 여기에 대처하기 위해서는 그 구조를 객관적·기계적으로 분석하여 원인을 인식하고 그것에 의해 정념을 주체로 하는 일, 즉 그것이 가진 수동성(passion)을 능동성(action)으로 변화시켜서, 자유의지(自由意志)의 능동성에 합치시키는 일이 필요하다. 여기서 이성적 의지에 의해 정념을 철저하게 지배하고, 단호한 판단을 내리는 '고매(高邁)한 마음'을 가르치는 데카르트 도덕이 탄생한다.

## 같이 보기
- 심신 문제

## 참고 자료
- 이 문서에는 다음커뮤니케이션(현 카카오)에서 GFDL 또는 CC-SA 라이선스로 배포한 글로벌 세계대백과사전의 내용을 기초로 작성된 글이 포함되어 있습니다.